# Uông Bí
Uông Bí es una ciudad situada en la provincia de Quảng Ninh, Vietnam, en la región Nordeste. El distrito tenía una población de 170.000 habitantes, según el censo de 2011. El distrito cubre un área de 256,3 km².

## Divisiones administrativas
La ciudad se divide en 9 wards: 
- Phương Nam
- Phương Đông
- Yên Thanh
- Nam Khê
- Quang Trung
- Trưng Vương
- Thanh Sơn
- Bắc Sơn
- Vàng Danh

y  2 comunas:
- Thượng Yên Công
- Điền Công